# Chiúla
Chiúla é uma vila localizada no município de Conda, na província do Cuanza Sul no estado de Cuanza Sul, em Angola. Está localizada a nordeste de Assango Segundo e a oeste de Chivemba. A local está situado a 1 131 metros de altitude.